# Coach Carter
Coach Carter (bra: Coach Carter - Treino para a Vida; prt: Treinador Carter) é um filme biográfico teuto-estadunidense de 2005, estrelado por Samuel L. Jackson e dirigido por Thomas Carter (sem parentesco). O filme é baseado na história real do treinador de basquete da Richmond High School, Ken Carter (interpretado por Jackson), que ganhou as manchetes em 1999 por suspender seu time invicto de basquete do ensino médio devido a maus resultados acadêmicos. O roteiro do filme foi coescrito por John Gatins e Mark Schwahn. O elenco inclui Rob Brown, Channing Tatum, Debbi Morgan, Robert Ri'chard e a cantora Ashanti.
O filme foi uma coprodução entre os estúdios MTV Films e Tollin/Robbins Productions. Nos cinemas e no mercado de aluguel de vídeos domésticos, foi distribuído comercialmente pela Paramount Pictures. Coach Carter explora ética profissional, acadêmica e atletismo. A ação esportiva do filme foi coordenada por Mark Ellis. Em 11 de janeiro, a trilha sonora do filme foi lançada pela Capitol Records, e foi composta e orquestrada pelo músico Trevor Rabin.
Foi lançado mundialmente em 14 de janeiro de 2005. O filme recebeu boas críticas com uma pontuação de 64% no Rotten Tomatoes e estreou em primeiro lugar nas bilheterias com mais de 29 milhões de dólares. O filme arrecadou US$ 76 milhões em todo o mundo.

## Sinopse
Richmond, Califórnia, 1999. Baseado em fatos reais. O dono de uma loja de artigos esportivos, Ken Carter (Samuel L. Jackson), aceita ser o técnico de basquete de sua antiga escola, onde conseguiu recordes e que fica em uma área pobre da cidade.

## Elenco

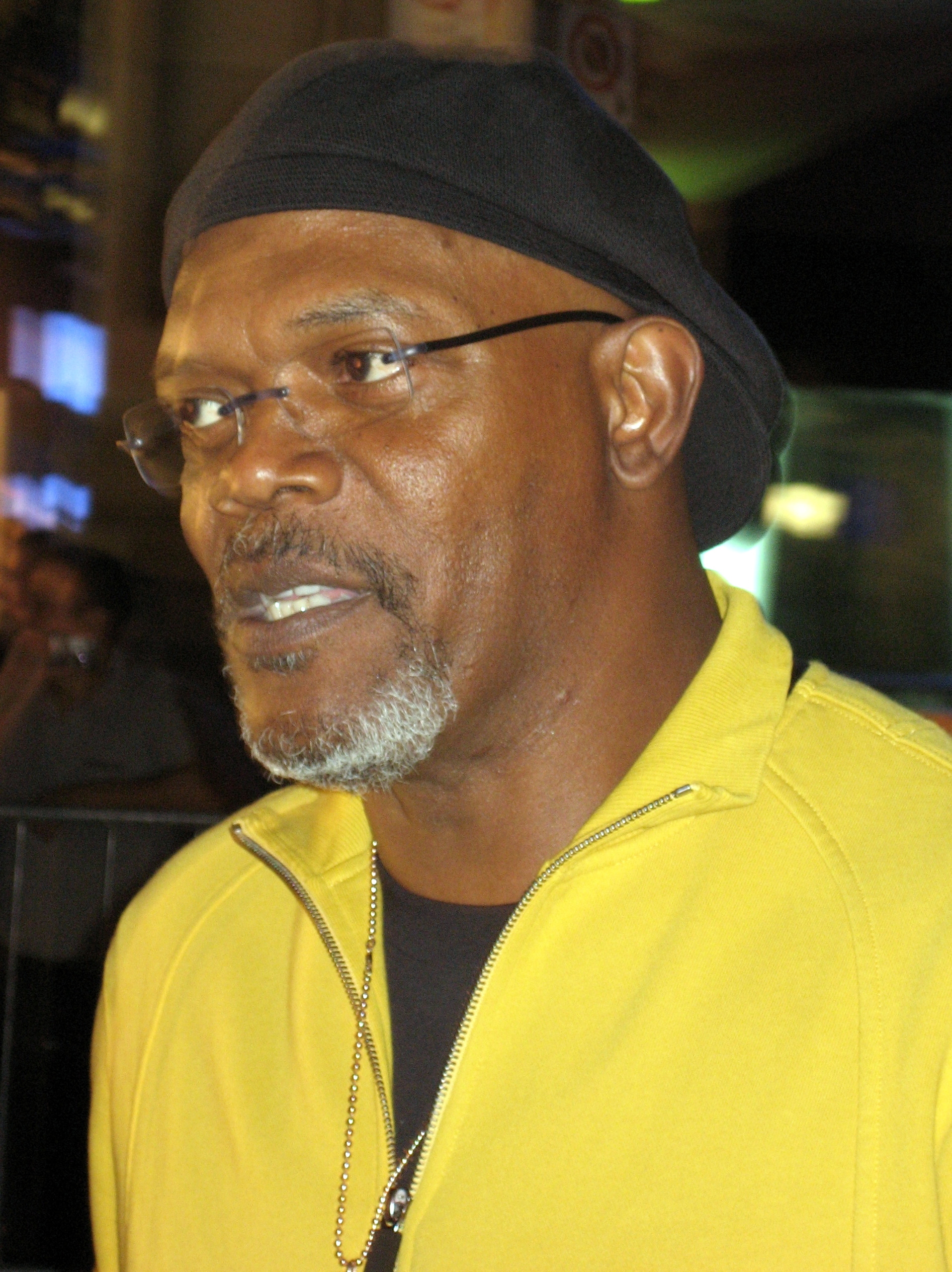
Samuel L. Jackson em 2006, o ator que interpretou o treinador de basquete da vida real Ken Carter.

- Samuel L. Jackson como Treinador Ken Carter
- Rob Brown como Kenyon Stone
- Robert Ri'chard como Damien Carter
- Channing Tatum como Jason Lyle
- Nana Gbewonyo como Junior Battle
- Antwon Tanner como Jaron "Worm" Willis
- Rick Gonzalez como Timo Cruz
- Denise Dowse como Diretora Garrison
- Ashanti como Kyra
- Texas Battle como Maddux
- Adrienne Bailon como Dominique
- Dana Davis como Peyton
- Octavia Spencer como Sra. Willa Battle
- Sonya Eddy como mãe de Worm
- Debbi Morgan como a esposa de Ken Carter

## Produção
A produção começou em meados de 2004 e terminou no final do mesmo ano. Os locais de gravações do filme incluíram Long Beach, Califórnia e Los Angeles. Esses locais em Long Beach incluíam o ginásio da St. Anthony High School.

## Trilha sonora
A trilha sonora do filme foi lançada pela Capitol Records em 11 de janeiro de 2005 e foi orquestrada por Trevor Rabin. Uma extensa lista de músicas é apresentada na trilha sonora, que difere da gravação da trilha. A gravação inclui cinco músicas que não foram apresentadas no filme: "About da Game" de Trey Songz; "Balla" de Mack 10 ft. Da Hood; "Beauty Queen" de CzarNok; "What Love Can Do" de LeToya; e "Wouldn't You Like to Ride", de Kanye West, Malik Yusef e Common.
| Coach Carter: Music from the Motion Picture |                                                    |         |  |
| N.º                                         | Título                                             | Duração |  |
| 1.                                          | "All Night Long"                                   | 3:33    |  |
| 2.                                          | "No Need for Conversation"                         | 3:38    |  |
| 3.                                          | "Professional"                                     | 3:36    |  |
| 4.                                          | "Southside"                                        | 4:13    |  |
| 5.                                          | "Roll Wit' You"                                    | 3:23    |  |
| 6.                                          | "Wouldn't You Like to Ride"                        | 3:51    |  |
| 7.                                          | "Hope"                                             | 4:12    |  |
| 8.                                          | "Your Love (Is The Greatest Drug I've Ever Known)" | 3:34    |  |
| 9.                                          | "This One"                                         | 3:06    |  |
| 10.                                         | "Beauty Queen"                                     | 3:44    |  |
| 11.                                         | "Balla"                                            | 4:07    |  |
| 12.                                         | "Time"                                             | 4:52    |  |
| 13.                                         | "What Love Can Do"                                 | 4:04    |  |
| 14.                                         | "About Da Game"                                    | 3:39    |  |
| 15.                                         | "Let the Drummer Kick"                             |         |  |
| Duração total:                              | Duração total:                                     | 53:23   |  |

## Lançamento
Após seu lançamento nos cinemas, a edição da Região 1 do filme foi lançada em DVD nos Estados Unidos em 21 de junho de 2005. Os recursos especiais para o DVD incluem; dois documentários: Coach Carter: The Man Behind the Movie, Fast Break at Richmond High, cenas deletadas e o videoclipe "Hope" de Twista com Faith Evans. O filme também foi lançado em VHS.
Uma versão restaurada do filme em Disco Blu-ray de alta definição e tela widescreen foi lançada em 16 de dezembro de 2008. Além dos recursos especiais já apresentados, esses também incluem 6 cenas deletadas; Writing Coach Carter: The Two Man Game: Coach Carter: Making the Cut; e o trailer teatral em HD.

## Recepção
No agregador de críticas Rotten Tomatoes na pontuação onde a equipe do site categoriza as opiniões da grande mídia e da mídia independente apenas como positivas ou negativas, o filme tem um índice de aprovação de 64% calculado com base em 150 comentários dos críticos. Por comparação, com as mesmas opiniões sendo calculadas usando uma média aritmética ponderada, a nota alcançada é 6/10 que é seguida do consenso: "Apesar de ser baseado em uma história real, Coach Carter é bastante formal, mas adquire eficácia e energia, graças a uma forte atuação central de Samuel L. Jackson." No Metacritic, que calcula as notas das opiniões usando somente uma média aritmética ponderada de determinados veículos de comunicação em maior parte da grande mídia, o filme tem uma pontuação de 57 entre 100, alcançada com base em 36 avaliações da imprensa anexadas no site, com a indicação de "revisões mistas ou neutras". O público consultado pelo CinemaScore deu ao filme uma nota média de "A" em uma escala de A+ a F.

### Bilheteria
Coach Carter foi lançado nos cinemas em 14 de janeiro de 2005 nos Estados Unidos. Durante aquele fim de semana, o filme estreou em primeiro lugar, arrecadando US$ 24,2 milhões em 2.524 locações, superando Meet the Fockers (US$ 19,3 milhões). A receita do filme caiu 24% em sua terceira semana de lançamento, ganhando US$ 8 milhões. Naquele fim de semana em particular, o filme caiu para o 5º lugar com uma contagem de cinemas um pouco maior em 2.574.

O filme chegou ao topo no mercado interno com US$ 67,3 milhões em uma exibição teatral de 16 semanas.